# Cuíca

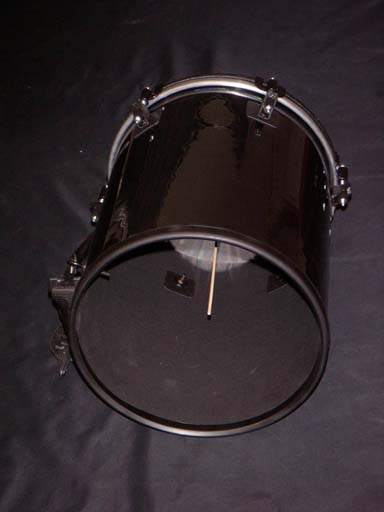
Cuíca

Cuíca (uttal: [kuˈikɐ]) är en typ av trumma från Brasilien som ofta används i samba och bossa nova. Den har en utmärkande hög ton som kan liknas vid en skrattande apa.[källa behövs]